# クフ王の船

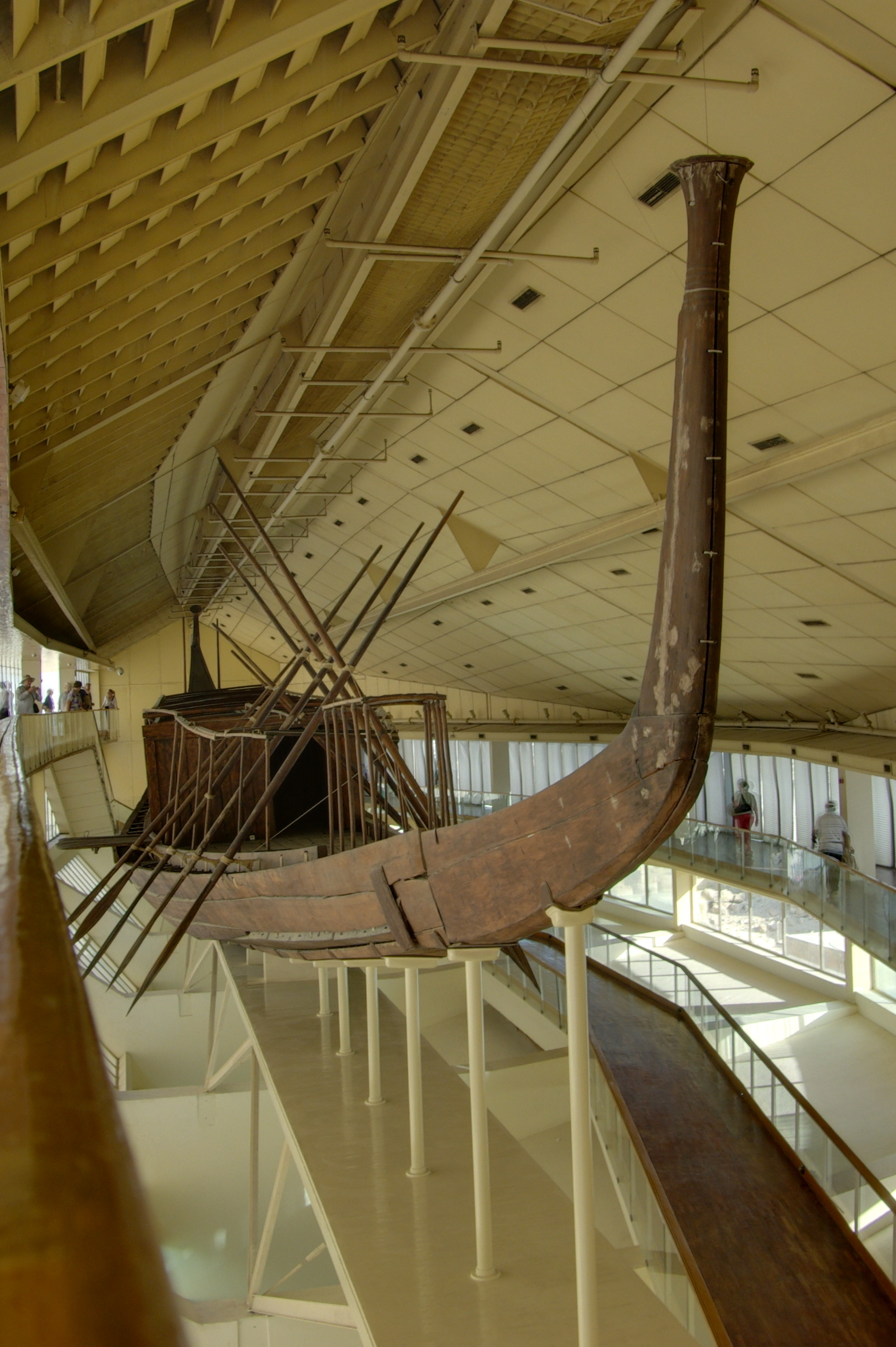
復元されたクフ王第一の船（正面）

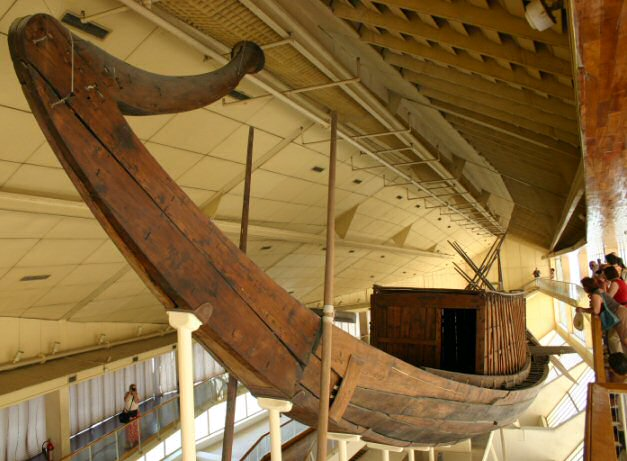
尾部

クフ王の船（クフおうのふね、通称「太陽の船」）とは、1954年および1987年にギザの大ピラミッドの付近で発見された2隻の船である。
通称の「太陽の船」は太陽神ラーが乗っているという太陽の船に由来する。
クフ王の船は紀元前2500年頃、古代エジプト・古王国時代第4王朝のファラオであったクフのために造られたとされている。

## 概要
クフ王第一の船は全長42.32m、全幅5.66mもの大きさで、古代の、最も古く、大きく、保存状態の良い船の1つである。主に杉板で作られていた。
クフ王第一の船は649の断片に分解された状態で、ギーザの台地に掘られた石坑に封をされていたため、船は発見されるまで全く乱されていなかった。
木材の接合には、堅牢さを増すためにモーティスアンドテノン接合技術が使われている。
現在では、エジプト考古庁によって28年の歳月を掛けて発掘・復原が行われ、ピラミッド脇の博物館に展示されている。

### クフ王第二の船
1987年には第一の船が発見された竪坑の西隣から早稲田大学エジプト学研究所が電磁波レーダーを用いた地中探査を行い木材反応を確認、翌1988年アメリカ隊が石坑内部を小型機器で視認、もう1隻の別の船体が発見された。
こちらは「クフ王第二の船」と呼ばれ、発掘・保存・復元はエジプト考古庁と早稲田大学エジプト学研究所が共同で行うこととなり、2011年6月23日より約5年間の予定で発掘が進められている。
2012年2月20日より埋設現場から木製部材の採取を開始しており、600以上の木片を回収し木造船を復元する予定。
1987年10月にはアメリカ隊がファイバースコープを石蓋に開けた穴から挿入することにより船内の様子を撮影することに成功、6年後の1993年1月にはアメリカ隊が開けた穴に早稲田隊がマジックハンドを挿入し、木片を採取することに成功している。さらに第一の船には無かったマストなどが見つかっている。

## 目的
クフ王の船は何のために造られていたかはわかっていない。
太陽の神ラーの元、復活する王を運ぶ儀式の船に似ていたため「太陽の船」と呼ばれている。しかし、実際は水で使用されたと見られる跡があった。
現在の研究ではクフ王が死んだ際、メンフィスからギーザまで王の防腐処置を施した死体を運ぶために使用されたか、クフ王自身が巡礼地を訪問するのに「巡礼の旅船」として使用されたのではないかとされている。
また、クフ王が来世で使用するために埋められたのではないかという説もある。

## ヒエラティック文字による番付システム
第一の船の復原には、分解保存されていた断片に記されていたヒエラティック文字を解読することによって行われた。
番付システムは2種の文字で構成され、両者を符合させることにより船体に多数存在する部材の目板の合わせ目が判読出来るように記されていた。これらは、舷側板36部材とその継ぎ目を内側から覆う目板257部材にあった。
しかし、残りの部材のうち134部材221箇所には上記とは異なる文字が付記されており、これらを詳細に研究した結果では、現在復元展示されている第一の船の形状とは異なる形に復原される可能性が高いことが判っている。

## 太陽の船博物館
復元されたクフ王第一の船は、ギザの太陽の船博物館に展示されている。

## 関連するプロジェクト
早稲田大学理工学研究所が2008年4月 - 2011年3月の期間に進める、「エジプト世界遺産ギザ台地の発掘・整備計画に関する研究」では3年間の研究期間のうちにクフ王第二の船発掘の開始・出土遺物の記録・保存のための諸研究を目的としており、この計画の進捗は「クフ王第二の船発掘・復元事集」と密接に関わることを明言している。